# فرانسیسکو لینیو
فرانسیسکو لینیو (انگلیسی: Francisco Liaño؛ زادهٔ ۱۶ نوامبر ۱۹۶۴) بازیکن فوتبال اهل اسپانیا است.
از باشگاه‌هایی که در آن بازی کرده‌است می‌توان به باشگاه فوتبال اسپورتینگ خیخون، باشگاه فوتبال راسینگ سانتاندر، و باشگاه فوتبال دپورتیوو لاکرونیا اشاره کرد.